# Helcogramma ellioti
Helcogramma ellioti es una especie de pez de la familia Tripterygiidae en el orden de los Perciformes.

## Morfología
• Los machos pueden llegar alcanzar los 5,7 cm de longitud total.

## Hábitat
Es un pez de mar  y de clima tropical que vive entre 2-5 m de profundidad.

## Distribución geográfica
Se encuentra en los océanos Índico y Pacífico